# Апостольский нунций в Мексике
Апостольский нунций в Мексиканских Соединённых Штатах — дипломатический представитель Святого Престола в Мексике. Данный дипломатический пост занимает церковно-дипломатический представитель Ватикана в ранге посла. Как правило, в Мексике апостольский нунций является дуайеном дипломатического корпуса, так как Мексика — католическая страна. Апостольская нунциатура в Мексике была учреждена на постоянной основе в середине XIX века. Её резиденция находится в Мехико.
В настоящее время Апостольским нунцием в Мексике является архиепископ Джозеф Спитери, назначенный Папой Франциском 7 июля 2022 года.

## История
Апостольская делегатура в Мексике была учреждена в середине XIX века. Папа Пий IX отправил монсеньора Луиджи Клементи, титулярного архиепископа Дамаска, в качестве первого апостольского делегата в Мексике и Центральной Америке. Когда Клементи в ноябре 1851 года представил свои верительные грамоты в Мексике, парламент большинством голосов 53 к 33 решил, что верительные грамоты от Пия IX приняты не будут.
12 января 1861 года Бенито Хуарес и Луиджи Клементи вместе с Хоакином Франсиско Пачеко и Фелипе Нери дель Баррио, определили гватемальского посла.
Апостольская нунциатура в Мексике была создана 21 сентября 1992 года с бреве Qui pro Nostro Папы Иоанна Павла II. Джироламо Приджоне был встречен 24 мая 1993 году Хуаном Хесусом Посадас Окампо в аэропорту Пуэбла и был первым апостольским делегатом, который был аккредитован в качестве апостольского нунция при правительстве Карлос Салинас де Гортари.

## Апостольские нунции в Мексике

### Апостольские делегаты
- Луиджи Клементи — (26 августа 1851 — 21 декабря 1863 — назначен епископом Римини);
- Пьер Франческо Мелья — (1 октября 1864 — 26 октября 1866 — назначен апостольским нунцием в Баварии);
- Доменико Серафини, S.D.B. — (6 января 1904 — 10 января 1912);
- Джузеппе Ридольфи — (27 апреля 1905 — 10 августа 1912 — назначен архиепископом Отранто);
- Томмазо Боджани — (10 января 1912 — 7 марта 1914 — назначен Апостольским администратором Генуи);
- Пьетро Бенедетти — (10 марта 1921 — 22 июля 1921 — назначен апостольским делегатом на Кубе и в Пуэрто-Рико);
- Эрнесто Эудженио Филиппи — (22 июля 1921 — 31 марта 1923 — назначен апостольским делегатом в Константинополе);
- Серафино Чимино — (1924 — 1925 — назначен апостольским нунцием в Перу);
- Джордж Джозеф Каруана — (22 декабря 1925 — 25 марта 1951);
- Гульельмо Пьяни, S.D.B. — (13 апреля 1951 — 27 сентября 1956);
- Луиджи Раймонди — (15 декабря 1956 — 30 июня 1967 — назначен апостольским делегатом в Соединенных Штатах Америки);
- Гвидо дель Местри — (9 сентября 1967 — 20 июня 1970 — назначен апостольским про-нунцием в Канаде);
- Карло Мартини — (6 июля 1970 год — 2 июня 1973 — назначен архиепископом Аквилы);
- Марио Пио Гаспари — (6 июня 1973 — 16 ноября 1977 — назначен апостольским про-нунцием в Японии);
- Сотеро Санс Вильяльба — (24 ноября 1977 — 17 января 1978, до смерти);
- Джироламо Приджоне — (7 февраля 1978 — 12 октября 1992 — назначен апостольским нунцием).

### Апостольские нунции
- Джироламо Приджоне — (12 октября 1992 — 2 апреля 1997, в отставке);
- Хусто Мульор Гарсия — (2 апреля 1997 — 11 февраля 2000 — назначен президентом Папской Церковной Академии);
- Леонардо Сандри — (1 марта 2000 — 16 сентября 2000 — назначен заместителем Государственного секретаря Святого Престола по общим делам);
- Джузеппе Бертелло — (27 декабря 2000 — 11 декабря 2007 — назначен апостольским нунцием в Италии);
- Кристоф Пьер — (22 марта 2007 — 12 апреля 2016 — назначен апостольским нунцием в США);
- Франко Коппола — (9 июля 2016 — 15 ноября 2021 — назначен апостольским нунцием в Бельгии);
- Джозеф Спитери — (7 июля 2022 — по настоящее время).